# Сєрноводське
Сєрново́дське (до 1945 року — Джар-Кую, крим. Car Quyu) — село Джанкойського району Автономної Республіки Крим. Населення становить 446 осіб. Орган місцевого самоврядування — Рощинська сільська рада. Розташоване на півдні району.

## Географія
Серноводське — село на півдні району, в степовому Криму, біля кордону з Красногвардійським районом, на правому березі річки Побєдна, висота над рівнем моря — 22 м.
Найближчі села: Краснодольне за 1 км на захід, Рощине за 2 км на північ, Рубинівка за 5 км на схід і Плодородне Красногвардійського району за 3,5 км на південь. Відстань до райцентру — близько 14 кілометрів, найближча залізнична станція — Відрадна — близько 7 км.

## Назва
Історична назва села Джар-Кую, що можна перевести з кримськотатарської мови як «колодязь біля обриву». Слово Джар на степовому діалекті кримськотатарської означає «обрив», «круча», а Кую — «колодязь».

## Історія
Перша документальна згадка села зустрічається в Камеральному Описі Криму … 1784 року, судячи з якого, в останній період Кримського ханства Джурзен Бочай входив в Бочалатський кадилик Карасубазарського каймакамства. Потім, мабуть, внаслідок еміграції кримських татар в Туреччину, що послідувала услід за приєднанням Криму до Російської імперії 8 лютого 1784 року, село спорожніло і в доступних джерелах початку XIX століття назва не зустрічається.
Назва зустрічається на карті 1842 року, де позначена, як Джар-Кую, умовним знаком «мале село», тобто, менше 5 дворів. Згідно «Пам'ятної книги Таврійської губернії за 1867 рік», Джаркуя була покинута мешканцями в 1860—1864 роках, в результаті еміграції кримських татар, особливо масової після Кримської війни 1853—1856 років, в Туреччину та, під тією ж назвою заселена малороссиянами, що також зафіксовано в «Списку населених місць Таврійської губернії за відомостями 1864 року», складеному за результатами VIII ревізії 1864 року, де Джар-Кую, власницьке російське село, по ліву сторону великого Чонгарського путівця, з 18 дворами і 106 мешканцями при колодязях. Мабуть, поселення виявилася недовговічним, оскільки на триверстовій мапі 1865 року його ще позначено, а на мапі, з коректурою 1876 року, селища вже немає.
Відроджено поселення було кримськими німцями лютеранами в 1882 році, як володіння Є. А. Дубса Джаркуї, на 1000 десятинах землі в складі Ейгенфельдської волості, але в «Пам'ятній книзі Таврійської губернії 1889 року» його ще немає.
Після земської реформи 1890 року Джаркуї віднесли до Тотанайської волості.
Згідно  «… Пам'ятної книги Таврійської губернії за 1892 рік», в Джаркуне, приписане тільки до волості, було 5 мешканців в 2 домогосподарствах. За «… Пам'ятною книгою Таврійської губернії за 1900 рік» на хуторі Джакуї (разом з якимось Тарханом) значилося 124 мешканця в 16 дворах. У 1911 році в Джаркуї було 33 мешканці, а в  Статистичному довіднику Таврійської губернії 1915 року, в Тотанайській волості Перекопського повіту значиться хутір Е. А. Дубса Джаркуї  з населенням 28 чоловік.
Після встановлення в Криму Радянської влади, за постановою Кримревкома від 8 січня 1921 року № 206 «Про зміну адміністративних кордонів» була скасована волосна система і в складі Джанкойського повіту (перетвореного з  Перекопського) був створений Джанкойський район. У 1922 році повіти перетворили в округи. 11 жовтня 1923 року, згідно з постановою ВЦВК, в адміністративний поділ Кримської АРСР були внесені зміни, в результаті яких округи були ліквідовані, основною адміністративною одиницею став Джанкойський район і село включили до його складу. Згідно Списку населених пунктів Кримської АРСР за Всесоюзним переписом від 17 грудня 1926 року , радгосп Джаркуї входив до складу Німецько-Джанкойської сільради Джанкойського району . Постановою КримЦВК від 30 жовтня 1930 був створений Біюк-Онларський район (указом Президії Верховної Ради Російської РФСР № 621/6 від 14 грудня 1944 року перейменований в Октябрьський.), тепер як німецький національний, в який включили Джаркуї. У 1935 році, при розукрупнення районів, з Біюк-Онларського району було виділено, також німецький, Тельманський район (перейменований указом Верховної Ради УРСР № 621/6 від 14 грудня 1944 року в Красногвардійський), якому підпорядкували село.
Незабаром після початку Німецько-радянської війни, 18 серпня 1941 року кримські німці були виселені, спочатку в Ставропольський край, а потім в Сибір і північний Казахстан. Після звільнення Криму від німців в квітні 12 серпня 1944 року було прийнято постанову № ГОКО-6372с «Про переселення колгоспників в райони Криму» та у вересні 1944 року в район приїхали перші новосели (27 сімей) з Кам'янець-Подільської і Київської областей, а на початку 1950-х років пішла друга хвиля переселенців з різних областей України. Указом Президії Верховної Ради Російської РФСР від 18 травня 1948 року, Джеркун (або Джел-Кую) перейменували в село Сєрноводське. 1 січня 1965 року, указом Президії Верховної Ради УРСР «Про внесення змін до адміністративного районування УРСР — по Кримській області» , Сєрноводське включили до складу Джанкойського району.